# SD Gundam Wars
SD Gundam Wars (SDガンダムウォーズ) est un jeu vidéo de stratégie développé et édité par Bandai en 1997 sur Pipp!n et Power Macintosh. C'est une adaptation en jeu vidéo de la série basée sur l'anime Mobile Suit Gundam et notamment Super Deformed Gundam.